# E3 BinckBank Classic 2019
De 62e editie van de wielerwedstrijd E3 BinckBank Classic werd gehouden op 29 maart 2019. De renners reden een wedstrijd met start en finish in Harelbeke. De wedstrijd maakt deel uit van de UCI World Tour 2019. Niki Terpstra is de titelverdediger.

## Deelnemende ploegen
| 18 UCI World Tour-ploegen | 18 UCI World Tour-ploegen | 18 UCI World Tour-ploegen | 7 wildcards              |
| ------------------------- | ------------------------- | ------------------------- | ------------------------ |
| AG2R La Mondiale          | EF Education First        | Team INEOS                | Cofidis                  |
| Astana Pro Team           | Groupama-FDJ              | Team Jumbo-Visma          | Total Direct Énergie     |
| Bahrain-Merida            | Lotto Soudal              | Team Katjoesja Alpecin    | Israel Cycling Academy   |
| BORA-hansgrohe            | Movistar Team             | Team Sunweb               | Roompot-Charles          |
| CCC Team                  | Mitchelton-Scott          | Trek-Segafredo            | Sport Vlaanderen-Baloise |
| Deceuninck–Quick-Step     | Team Dimension Data       | UAE Team Emirates         | Wallonie Bruxelles       |
|                           |                           |                           | Wanty-Gobert             |
|                           |                           |                           |                          |

## Uitslag
| Plaats  | Naam              | Ploeg                  | Tijd     |
| ------- | ----------------- | ---------------------- | -------- |
| Winnaar | Zdeněk Štybar     | Deceuninck–Quick-Step  | 4u45'33" |
| 2       | Wout van Aert     | Team Jumbo-Visma       | z.t.     |
| 3       | Greg Van Avermaet | CCC Team               | z.t.     |
| 4       | Alberto Bettiol   | Education First        | z.t.     |
| 5       | Bob Jungels       | Deceuninck–Quick-Step  | + 3"     |
| 6       | Nils Politt       | Team Katjoesja Alpecin | + 1'04"  |
| 7       | Matteo Trentin    | Mitchelton-Scott       | z.t.     |
| 8       | Oliver Naesen     | AG2R La Mondiale       | z.t.     |
| 9       | Jasha Sütterlin   | Movistar Team          | z.t.     |
| 10      | Marc Hirschi      | Team Sunweb            | z.t.     |

1958 · 1959 · 1960 · 1961 · 1962 · 1963 · 1964 · 1965 · 1966 · 1967 · 1968 · 1969 · 1970 · 1971 · 1972 · 1973 · 1974 · 1975 · 1976 · 1977 · 1978 · 1979 · 1980 · 1981 · 1982 · 1983 · 1984 · 1985 · 1986 · 1987 · 1988 · 1989 · 1990 · 1991 · 1992 · 1993 · 1994 · 1995 · 1996 · 1997 · 1998 · 1999 · 2000 · 2001 · 2002 · 2003 · 2004 · 2005 · 2006 · 2007 · 2008 · 2009 · 2010 · 2011 · 2012 · 2013 · 2014 · 2015 · 2016 · 2017 · 2018 · 2019 · 2020 · 2021 · 2022 · 2023 · 2024 · 2025

Lijst van beklimmingen
Tour Down Under ·
Great Ocean Road Race ·
Ronde van de Verenigde Arabische Emiraten ·
Omloop Het Nieuwsblad ·
Strade Bianche ·
Parijs-Nice · 
Tirreno-Adriatico · 
Milaan-San Remo ·
Ronde van Catalonië ·
Driedaagse Brugge-De Panne ·
E3 BinckBank Classic ·
Gent-Wevelgem ·
Dwars door Vlaanderen ·
Ronde van Vlaanderen ·
Ronde van het Baskenland ·
Parijs-Roubaix ·
Amstel Gold Race ·
Ronde van Turkije ·
Waalse Pijl ·
Luik-Bastenaken-Luik ·
Ronde van Romandië ·
Eschborn-Frankfurt ·
Ronde van Italië ·
Ronde van Californië ·
Critérium du Dauphiné ·
Ronde van Zwitserland ·
Ronde van Frankrijk ·
Clásica San Sebastián ·
Ronde van Polen ·
RideLondon Classic ·
BinckBank Tour ·
Ronde van Spanje ·
EuroEyes Cyclassics ·
Bretagne Classic ·
GP van Quebec ·
GP van Montreal ·
Ronde van Lombardije ·
Ronde van Guangxi